# Menhir Clach an Trushal
Clach an Trushal, en gaélico escocés, traducido como "piedra de la compasión", es conocido como el menhir más alto de Escocia.
Mide aproximadamente 5,8 m desde el suelo y tiene 1,83 m de ancho, con una parte más estrecha de 1,5 m y un contorno en su base de 4,75 m. El monolito se encuentra situado en la población de Ballantrushal, al oeste de Lewis, en las islas Hébridas Exteriores. Las leyendas locales lo señalan como un hito que marca el lugar de una gran batalla, la última que tuvo lugar entre los clanes rivales de los Macaulays  y los  Morrisons.
Sin embargo, la realidad es que se trata de la última piedra vertical que queda de un conjunto megalítico que formaba un círculo construido hace unos 5.000 años. 
La penúltima piedra se retiró en 1914 y se utilizó como dintel de una casa.
Desde la ubicación de Clach an Trushal es visible, hacia el noreste, el yacimiento de Steinacleit. En las proximidades, a 30 km al suroeste, se encuentra el yacimiento de las Piedras de Callanish.